# Vera Loebner
Vera Loebner (* 25. Juli 1938 in Sorau, heute Żary, Polen) ist eine deutsche Filmregisseurin, Drehbuchautorin und Schauspielerin, die hauptsächlich für Fernsehproduktionen arbeitet. Sie ist vor allem durch ihre Regie in der Fernsehserie Der Staatsanwalt hat das Wort und Unser Lehrer Doktor Specht bekannt geworden. 1980 erhielt sie den Kunstpreis der DDR.

## Fernsehserien
- Mordslust (ZDF), 1995
- Immer wieder Sonntag, 1996
- Liebling Kreuzberg, Staffel 5, 1997/1998
- Unser Lehrer Doktor Specht, Staffel 5, 1999
- Um Himmels Willen, 2002
- Familie Dr. Kleist, 2004

## Fernsehfilme
- 1969: Nathan der Weise
- 1970: Caesar und Cleopatra (Theateraufzeichnung)
- 1972: Der Staatsanwalt hat das Wort: Der illegale Projektant (Fernsehreihe)
- 1973: Der Staatsanwalt hat das Wort: Die Kraftprobe
- 1974: Der Staatsanwalt hat das Wort: Das Gartenfest
- 1974: Der Staatsanwalt hat das Wort: Schwester Martina
- 1975: Der Staatsanwalt hat das Wort: Geschiedene Leute
- 1975: Der Staatsanwalt hat das Wort: Felix kauft ein Pferd
- 1977: Der Staatsanwalt hat das Wort: Eine Drachme aus Syrakus
- 1977: Vier Tropfen
- 1978: Der Staatsanwalt hat das Wort: Der Kurschatten
- 1978: Der Staatsanwalt hat das Wort: Geschenkt ist geschenkt
- 1979: Guten Morgen, du Schöne: Doris (Fernsehfilm)
- 1979: Guten Morgen, du Schöne: Steffi
- 1979: Guten Morgen, du Schöne: Barbara
- 1979: Alles im Garten
- 1980: Ein recht seriöser Herr
- 1980: Polizeiruf 110: Zeugen gesucht (Fernsehreihe)
- 1980/81: Familie Rechlin
- 1982: Der Staatsanwalt hat das Wort: Hoffnung für Anna
- 1982/83: Der Mann und sein Name, auch Drehbuch
- 1984: Finderlohn
- 1986: Das Buschgespenst (Fernseh-Zweiteiler)
- 1989: Späte Ankunft (Fernseh-Zweiteiler)
- 1990: Pause für Wanzka
- 1991: Die verschwundene Miniatur
- 1994: Profis